# Zornheim
Zornheim là một đô thị ở huyện Mainz-Bingen, bang Rheinland-Pfalz, phía tây nước Đức. Đô thị Zornheim có diện tích 5,58 km², dân số thời điểm ngày 31 tháng 12 năm 2006 là 3650 người.
Zornheim về phía tây nam giáp Ebersheim, một trung tâm ngoại vi của Mainz bên rìa vùng Frankfurt Rhine. Đô thị này nằm ở Rhenish Hesse và là một trung tâm trồng nho ở vùng trồng nho Rheinhessen.